# William B. Read

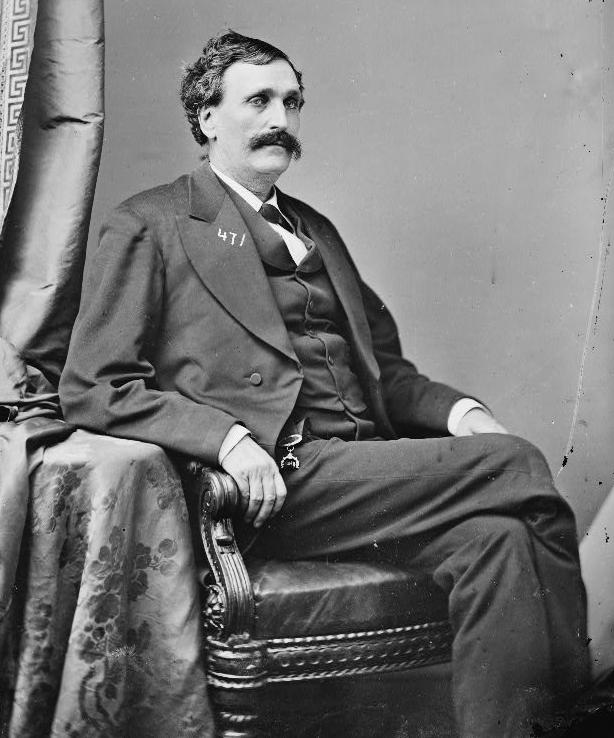
William B. Read

William Brown Read (* 14. Dezember 1817 im Hardin County, Kentucky; † 5. August 1880 in Hodgenville, Kentucky) war ein US-amerikanischer Politiker. Zwischen 1871 und 1875 vertrat er den Bundesstaat Kentucky im US-Repräsentantenhaus.

## Werdegang
William Read besuchte zunächst die Grundschulen. Nach einem anschließenden Jurastudium und seiner 1849 erfolgten Zulassung als Rechtsanwalt begann er in Hodgenville in diesem Beruf zu arbeiten. Gleichzeitig schlug er als Mitglied der Demokratischen Partei eine politische Laufbahn ein. Im Jahr 1860 war er Delegierter auf beiden Democratic National Conventions in Charleston und Baltimore. 1864 nahm er ebenfalls am Bundesparteitag der Demokraten in Chicago teil. Zwischen 1857 und 1865 saß er im Senat von Kentucky.
Im Jahr 1863 bewarb sich Read erfolglos um das Amt des Vizegouverneurs seines Staates. Zwischen 1867 und 1869 war er Abgeordneter im Repräsentantenhaus von Kentucky. Bei den Kongresswahlen des Jahres 1870 wurde er im vierten Wahlbezirk von Kentucky in das US-Repräsentantenhaus in Washington, D.C. gewählt, wo er am 4. März 1871 die Nachfolge von J. Proctor Knott antrat. Nach einer Wiederwahl im Jahr 1872 konnte er bis zum 3. März 1875 zwei Legislaturperioden im Kongress absolvieren.
Für die Wahlen des Jahres 1874 wurde William Read von seiner Partei nicht mehr für eine weitere Amtszeit nominiert. In der Folge praktizierte er wieder als Anwalt. Er starb am 5. August 1880 in seinem Heimatort Hodgenville.